# 蒲生茜町
蒲生茜町（がもうあかねちょう）は、埼玉県越谷市の町名。現行行政地名は蒲生茜町のみ。丁番を持たない単独町名である。郵便番号は343-0843。

## 地理
埼玉県の東部地域で、越谷市の南部の東武伊勢崎線蒲生駅西口に位置する。区画整理が完了したエリアとなっており、ほぼ正方形の区域となっている。主に住宅地となっている。出羽堀が西の境界を流れる。南越谷駅周辺も徒歩圏内である。

## 歴史
- 1980年（昭和55年）9月1日 - 大字蒲生の一部から蒲生茜町が成立[4]。

## 世帯数と人口
2022年（令和4年）1月1日現在の世帯数と人口は以下の通りである。
| 町丁     | 世帯数    | 人口    |
| -------- | --------- | ------- |
| 蒲生茜町 | 2,030世帯 | 3,472人 |

## 小・中学校の学区
市立小・中学校に通う場合、学区（校区）は以下の通りとなる。
| 番地 | 小学校               | 中学校               |
| ---- | -------------------- | -------------------- |
| 全域 | 越谷市立大間野小学校 | 越谷市立武蔵野中学校 |

## 交通

### 鉄道
- 東武伊勢崎線（東武スカイツリーライン）蒲生駅 - 駅の所在地は隣の蒲生寿町である。西口駅前広場が蒲生茜町に掛かる。

### 道路
- 埼玉県道324号蒲生岩槻線
- 茜通り

## 施設
- 川口信用金庫蒲生西口支店
- 茜町会館